# بادالگاچی
بادالگاچی (به لاتین: Badalgachhi) یک منطقهٔ مسکونی در بنگلادش است که در ناحیه نوگان واقع شده‌است. بادالگاچی ۲۱۳٫۹۷ کیلومتر مربع مساحت و ۲۰۱٬۳۴۲ نفر جمعیت دارد.